# Contarinia rumicina
Contarinia rumicina är en tvåvingeart som beskrevs av Tavares 1919. Contarinia rumicina ingår i släktet Contarinia och familjen gallmyggor.
Artens utbredningsområde är Spanien. Inga underarter finns listade i Catalogue of Life.